# 高雷雷
高雷雷（1981年7月15日—），北京人，中国已退役足球运动员，在场上司职前卫。曾效力于中国俱乐部北京国安和武汉红桃K，后转战澳大利亚联赛和芬兰联赛。
2009年初，随着两位国脚冯潇霆和周海滨接连出现合同期满后，试图通过国际足联规定自由转会到国外俱乐部的情况，中国媒体在关注中国足球转会制度的同时也开始审视高雷雷两年前加盟芬兰联赛的先例，认为他才是“中国博斯曼”第一人，但是由于本身知名度和俱乐部的态度的转变，当时并没有受到重视。
2019年8月20日，高雷雷加盟西班牙乙組足球聯賽球會邦弗拉甸拿。
2020年7月21日，通过微博，宣布再次退役。

## 职业生涯简历
- 1995-1997年 北京电车二队
- 1998年 武汉红桃K队
- 1999年 在甲A联赛最后一轮国安主场对升班黑马辽宁队的比赛中攻入关键一球，扳平比分（上半场进球者为曲圣卿），狙击辽宁，成就了山东鲁能泰山队的第一个甲A冠军。[4]自此国安队和高雷雷在山东球迷中享有极高声誉。[5][6]
- 2000年-2006年 北京国安队 其中于2002年获得中国足球超级联赛季军；于2003年获得中国足协杯冠军。
- 2006年11月 被北京国安租借到澳超联赛新西兰骑士队。
- 2007年 以自由球员身份加盟芬兰足球超级联赛迈帕队，成为第一个在芬超联赛进球的中国人，同年在对阵布莱克本的联盟杯中登场，也成为历史上第五个在欧洲联盟杯中亮相的中国球员。
- 2008年 重回澳超联赛，加盟惠灵顿凤凰队，直到2009年2月澳超联赛结束。
- 2009年 与北京宏登签了短期合同，身份是助理教练兼球员。在代表宏登队参加了一场中甲比赛之后，以宏登球员的身份免费租借到芬甲球队，双方合同于年底结束。
- 2010年2月9日，美国职业足球大联盟球队西雅图海湾者官方宣布高雷雷开始球队试训[7]。高雷雷原本极有希望与西雅图队签约，但却最终因为种种原因未能成行。随后高雷雷便来到了明尼苏达群星队试训，在短暂的试训时间里高雷雷的优异表现给主教练留下了深刻印象，所以群星队在短暂的试训后就决定和高雷雷签约，高雷雷一共代表球队参加了10场比赛，其中7次首发3次替补，并且在群星队主场与坦帕海湾（英语：FC Tampa Bay）的比赛中罚进一粒制胜点球，帮助群星队以1-0击败对手，获得建队以来的首个主场胜利。6月，高雷雷主动提出与群星正式解约。7月高雷雷回到中国加盟北京八喜，也是高雷雷在中国足坛效力的第四支球队。
- 2011年3月6日，高雷雷宣布退役[8]。
- 2015年10月15日，高雷雷宣布復出，加盟西班牙足球乙二級聯賽的科爾內利亞隊[9]。

2016年1月西乙B球队哥尼拿签订了一份为期半年的合同。
2016年3月19日，他以2比0主场战胜埃斯帕尼奥尔B，首次代表康奈尔出场。 [11]2016年夏天，他与康奈尔的合同延长了一年。2017年8月，他再次将合同延长一年。
2019年1月9日，转会胡米利亞。
2019年8月20日，由于俱乐部的赞助商要求，蓬费拉达与其签署了为期六个月的合同。
2020年1月12日，埃斯特雷马杜拉签订一份短期合同。
2020年7月21日，通过微博，宣布再次退役。

## 慈善事迹
2007年11月，高雷雷出资在中国四川省马边彝族自治县捐建一所希望小学，旨在改善当地贫困山区儿童教育环境。